# General Lee
Pour les articles homonymes, voir Général Lee (homonymie) et Lee.
General Lee est la Dodge Charger de 1969 conduite par Bo et Luke Duke dans la série télévisée américaine Shérif, fais-moi peur (The Dukes of Hazzard). Elle est célèbre pour les nombreuses cascades notamment de spectaculaires sauts qu'elle a effectués dans la série, ainsi que les films et téléfilms dérivés. Son avertisseur sonore joue les douze premières notes de la chanson sudiste Dixie,.

## Description

### Nom
Le nom de la voiture est un hommage au Général de l'armée des États confédérés Robert Lee durant la guerre de Sécession.
L'idée de nommer la voiture était déjà présente dans le « film-pilote » de la série, Moonrunners, dans lequel la voiture s'appelait « Traveller » (Voyageur), comme la voiture du célèbre bootlegger Jerry Rushing. Traveller était également le cheval du Général Robert Lee durant la guerre de Sécession.

### Design

L'étendard des troupes confédérées, qui orne le toit de la General Lee

La voiture est orange avec le chiffre « 01 » peint en noir bordé de blanc sur chaque portière. Dans la série, celles-ci sont soudées de sorte qu'on ne puisse pas les ouvrir, ainsi on ne peut entrer et sortir de la voiture qu'en passant par les fenêtres. Elle arbore le drapeaux des États confédérés d'Amérique sur son toit avec écrit « General Lee ».
Une controverse sur le drapeau des confédérés a suivi la fusillade de l'église de Charleston de juin 2015. Warner Bros., le producteur de la série The Dukes of Hazzard, a immédiatement annoncé l'arrêt de la vente de jouets et répliques de la General Lee portant le drapeau,. Le propriétaire de la LEE 1, Bubba Watson, annonce quelques jours après le drame qu'il en fera repeindre le toit pour supprimer le drapeau.

### Cascades
La série Shérif, fais-moi peur est conçue pour être remplie d'actions tout en restant non-violente (pas de sang, pas de morts). L'essentiel de l'action de la série se passe à travers les scènes de poursuites et de cascades avec la General Lee. Les acteurs John Schneider et Tom Wopat effectuent eux-mêmes les scènes de cascades, et ne cèdent la place aux cascadeurs que pour les sauts. Schneider a assuré 90% des prises de vue dans l'automobile, et son cascadeur Alan Wyatt Jr. intervenait uniquement pour les scènes dangereuses.
Pour effectuer chaque saut, des poids étaient ajoutés dans le coffre (250kg pour les petits sauts, le double pour les grands sauts), et ce pour éviter que le véhicule ne se retourne lors des sauts. Un système de blocage des roues est installé sur chaque modèle pour parfaire les dérapages 180 degrés (drifts) effectués dans tous les épisodes.
Une à deux scènes de saut sont filmées chaque semaine. Le record de sauts effectués en un seul jour fut en février 1983 durant lequel neuf General Lees sont consommées.
Pour l'adaptation cinématographique de la série Shérif, fais-moi peur (2005), la direction des cascades en voiture est assurée par Dan Bradley, Darrin Prescott et Mitchell Admundsen, les deux derniers ayant développé les nouvelles techniques de capture de poursuites de voitures GO Mobile pour le film The Bourne Supremacy (2004) et qu'ils répliquent avec la General Lee.

## Objet de collection

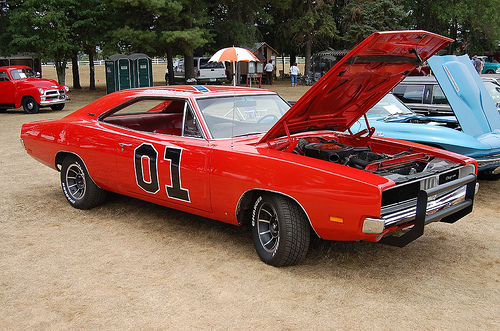
Une copie de la General Lee.

La série est diffusée le vendredi soir sur CBS de 1979 à 1985, ce qui donne une forte visibilité nationale à la voiture. La série ayant de nombreux fans, notamment aux États-Unis, il en est de même pour la voiture, aussi célèbre que la série. Ainsi, les véhicules sont très prisés et rares. Selon les sources, entre 256 et 321 Dodge Charger auraient été utilisées pour les tournages pendant la durée de la série, moins d'une vingtaine de General Lee en plus ou moins bon état subsisteraient aujourd'hui. Selon le directeur des cascades de la série, Paul Baxley, chaque modèle utilisé ne pouvait effectuer qu'un seul saut, chaque saut endommageant de manière permanente la structure du véhicule.
Lorsque la série prend fin en 1985, 19 modèles de la General Lee appartenant aux studios de production restent garées dans un désert californien. En 1991, Warner Brothers vend 17 de ces 19 modèles.
En 2001, Travis Bell et Gary Schneider retrouvent la « LEE 1 », premier exemplaire utilisé dans la série, chez un ferrailleur de Géorgie et décident de la rénover. Ce modèle sera ensuite mis aux enchères en janvier 2012 à Scottsdale en Arizona par la société spécialisée en enchères automobiles Barrett-Jackson, enchère remportée par le golfeur Bubba Watson pour 110 000 dollars.
Dans l'État de Washington aux États-Unis, la société Smith Brothers Restorations se spécialise dans la création de modèles répliqués de la General Lee. Le North American General Lee Fan Club est une association spécialisée dans la documentation de la General Lee et le suivi des modèles répliqués. Le site buildagenerallee.com vendait des plans détaillés pour construire sa propre General Lee.
Dans les années 2000, un modèle General Lee coûte entre $100,000 et $150,000 dollars. En 2007, l'acteur de la série John Schneider tente à plusieurs reprises de vendre sa General Lee à $10 millions via eBay, mais échoue. Le musicien Kid Rock possède une General Lee et possède plusieurs véhicules stylisés comme la General Lee.

## Œuvres où la voiture apparaît

### Télévision
- 1979-1985 : Shérif, fais-moi peur (The Dukes of Hazzard) (série télévisée) ;
- 1983 : The Dukes (série télévisée d'animation) ;
- 1997 : Shérif Réunion (The Dukes of Hazzard: Reunion!) (téléfilm) de Lewis Teague ;
- 1999 : brève apparition lors d'une visite d'un musée dans l'épisode Mel Gibson les cloches de la saison 11 de la série d'animation Les Simpson ;
- 2000 : Les Duke à Hollywood (The Dukes of Hazzard: Hazzard in Hollywood) (téléfilm) de Bradford May ;
- 2007 : Shérif, fais-moi peur : Naissance d'une légende (The Dukes of Hazzard: The Beginning) (téléfilm) de Robert Berlinger.
- 2009 : Weeds - Dans la Saison 5, Andy Botwin achète ce qu'il indique comme étant l'une des voitures apparaissant dans la série originale, les portes sont soudées et il y rentre par les fenêtres.
- 2021 : Paradise Police - Apparition lors de l'épisode 7 de la Saison 3.

### Cinéma
- 2005 : Shérif, fais-moi peur (The Dukes of Hazzard) de Jay Chandrasekhar.

### Musique
Johnny Cash a enregistré la chanson The General Lee pour la BO de la série The Dukes of Hazzard.

### Jeux vidéo
- 1984 : The Dukes of Hazzard (Warner Bros.) sur Colecovision ;
- 1999 : Shérif fais moi peur sur PlayStation et Windows. Course/action de Sinister Games ;
- 2000 : Shérif, fais-moi peur 2 sur PlayStation. Course/action de Sinister Games ;
- 2004 : Shérif, fais-moi peur : Le Retour de General Lee sur PlayStation 2 et Xbox. Course/action de Ratbag.